# Re:Monster
《Re:Monster》是從2009年12月30日開始在成為小說家吧連載的日本輕小說系列，作者為金斬兒狐。小說与改編漫畫出版由Alpha Light文庫发售。
2023年9月19日，電視动画化决定，由Studio DEEN制作。

## 故事简介
本作讲述一位名为“伴杭彼方”的人类男性因被亲近之人杀害后转生成哥布林的故事。

## 登場人物

### 傭兵團《戰備團》

#### 幹部
哥布朗（聲：佐藤拓也）
種族：小鬼（哥布林）→中鬼・亞種（大哥布林·亜種）→大鬼・希少種（オーガ・レアスペシーズ）→使徒鬼・絶滅種（アポストルロード・エクスピシーズ）→金剛夜叉鬼神・現神種（ヴァジュラヤクシャオーバーロード・ヴァイシュラシーズ）
進化：哥布朗→奥加朗→阿波朗→奥巴朗→？？？
本作主人公，前世名為“伴杭彼方”，他是一位擁有稀有ESP能力並接受過強化處理的優秀人類，一次和同事喝酒回家的路上，遇到了一個既是街頭妹妹、又是跟蹤狂的少女，而在滿月之夜被殺。轉生後雖然原因不明，但仍保留著前世的異能——吞噬物件的能力，只要是吃過的魔物、人類等等便能獲得對方的技能。依靠越吃越強的【吸喰能力】不斷進化。基本上很珍視自己的親人和部下，但也是一個能力主義者和合理主義者，對於違抗命令、擾亂和諧或對周圍只會造成害處的無能者，他會冷酷無情，甚至不惜犧牲他們。成長速度異常迅速，每當他實現新的進化或從修煉中回來時，都會與哥布吉進行對練或實戰訓練，這對他來說也成為了純粹的樂趣。
哥布吉（聲：細田健太）
進化：哥布吉→奥加吉→米诺吉
哥布朗同期的哥布林，典型四肢發達頭腦簡單的類型。原本只是哥布朗的可利用的對象，後來卻成為了哥布朗不可或缺的左右手。喜歡哥布江，同時也是戀人。在戰鬥方面，他是僅次於哥布朗的強者，一個戰鬥狂的斧頭使用者。與哥布朗利用多樣的能力尋找對手的破綻不同，偏向正面與對手戰鬥。從有記憶開始，他就一直設定目標是擊敗一直在兄弟中獨自前行的哥布朗，成為“對等的存在”。因此每當哥布朗存在進化，力量差距拉大時，他都會以純粹的戰鬥力努力追趕。
後來進化成牛鬼。
哥布美（聲：加隈亞衣）
進化：哥布美→妲沐美／達姆美→卡娜美
哥布朗同期的哥布林，是繼哥布吉之後加入哥布朗隊伍的哥布林，喜歡哥布朗，也是他的正妻，兩人還沒有孩子，因為被露貝莉亞搶先一步，所以私下裡經常黏著哥布朗。對任何試圖傷害哥布朗的人絕不手軟。
後來進化成吸血鬼。
哥布江（聲：植田佳奈）
進化：哥布江→亚丝江／阿斯江
哥布朗同期的哥布林，原先並非哥布朗的隊友、是後來加入的成員。她是個照顧他人、情感深厚的大姐頭。有著僅次於米諾吉的巨大身軀，可以將大地與雷電操縱自如。她的愛好是採集精靈石，曾在挖掘作業中發現了迷宮《天鵝絨的隱藏寶物殿》和溫泉。和米諾吉是戀人。
霍布星（聲：山根綺）
進化：霍布星→苏佩星／絲貝星
哥布朗的女前輩，魔導師哥布林。
霍布里（聲：大森日雅）
進化：霍布里→布拉里
哥布朗的女前輩，血劍鬼哥布林。
賽伊治（聲：村田太志）
進化：哥布治→霍布治→賽伊治（ゴブ治→ホブ治→セイ治）
擅長守護與治癒，有著某種程度上的魅力。
霍布浮（聲：小見川千明）
進化：哥布浮→霍布浮→古魯腐→伊洛腐→艾伊腐（ゴブ浮→ホブ浮→グル腐→イロ腐→アイ腐）
有著能使各種事物腐壞的能力。時刻不忘布教自己的「興趣」。

#### 哥布朗的妻子們
露貝莉亞．沃爾萊茵（聲：菅野真衣）
職業：見習戰士→魔食戰士
通稱為紅短髮，紅髮的可愛女孩子。隸屬冒險者公會「弱者之劍」的新人冒險者。被哥布朗幫助後成為了夥伴。與哥布朗之間育有一女﹙三女﹚奧普西。
菲莉西亞．迪米亞諾（聲：山村響）
姊妹中的姐姐，右眼下方有顆痣的巨乳的女性。擅長縫紉與做飯。與哥布朗之間育有一女﹙長女﹚奧蘿。
阿露瑪．迪米亞諾（聲：山村響）
姊妹中的妹妹，左眼下方有顆痣的貧乳的女性。擅長縫紉與做飯。與哥布朗之間育有一子﹙長子﹚阿爾傑德。
艾米莉．菲爾拉德（聲：島袋美由利）
通稱為鍛冶師。擅長製造武器、道具。散發著溫暖氣質的治癒系人物。與哥布朗之間育有一子﹙次子﹚鬼若。
絲比妮露．菲安（聲：東城日沙子）
通稱為鍊金術師。使用鍊金術，可製作魔法道具。與哥布朗之間育有一女﹙次女﹚妮可拉。
蕾賽．伊絲特．艾基爾曼（聲：Lynn）
通稱為女騎士。前王國騎士，貴族出身。在進攻大森林時兵敗被俘，被哥布朗調教後身心屈服於對方。
德莉亞奴．杜普艾（聲：原由實）
女性樹妖。哥布朗的首次性交對象。

#### 哥布朗的孩子們
奧蘿（聲：七瀨彩夏）
哥布朗和菲莉西亞的女兒，長女，排行第一。為人類與鬼族混血的「混沌種」。
阿爾傑德（聲：佐伯伊織）
哥布朗和阿露瑪的兒子，長子，排行第二。為人類與鬼族混血的「混沌種」。
鬼若
哥布朗和艾米莉的兒子，次子，排行第三。為「獄卒暴鬼」。十分尊敬米諾吉。
妮可拉
哥布朗和絲比妮露的女兒，次女，排行第四。為一名人類。
奧普西
哥布朗和露貝莉亞的女兒，三女，排行第五。為「使徒鬼．亞種」。

#### 一般團員
哥布爺（聲：飛田展男）
哥布林一族中最年長的一員。最終因年邁而病逝。
熱鬼（聲：熊谷健太郎）
風鬼（聲：山根綺）
幻鬼（聲：鈴木崚汰）

### 迪崙貝爾特王國
以人類為核心的國家，與吉力卡帝國為同盟關係。雖然有歧視亞人的風氣，但相對於人類至上主義的魯門聖王國並沒有系統性逼害亞人。
露比莉亞．艾斯．芙爾．修迪崙貝爾特（聲：稗田寧寧）
通稱為瘋丫頭，迪崙貝爾特王國的公主，第一王妃之女。擁有讀心能力。與看似胡鬧的行徑相反其實十分精明。說話老氣，但對世事不知、任性。偷偷出門經常惹上麻煩，在特里恩特被人拐走，後來被接受了少年騎士請求的哥布朗所救。
麥克爾．賽（聲：永塚拓馬）
通稱為少年騎士，露比莉亞的侍從。
第一王妃
露比莉亞的生母，迪崙貝爾特王國的第一王妃。與露比莉亞同樣持有讀心能力。
五大神教的瘋狂崇拜者，因此背地裏對持有加護的哥布朗做出各式各樣的變態行為。
迪亞娜
迪崙貝爾特王國的公主，露比莉亞的姐姐，吉力卡帝國下任皇帝的未婚妻。
阿爾利比．汀．阿古巴
稱號為「暗守的勇者」，第一王妃的部下。與第一王妃同樣是五大神教的瘋狂崇拜者。
吉爾貝爾德．伊斯拉．巴爾德拉
通稱為大臣，迪崙貝爾特王國的大臣，貴族派的領袖，露比莉亞的政敵。對亞人十分輕蔑。最後被哥布朗暗殺。
大孫
吉爾貝爾德的孫兒。在祖父被哥布朗暗殺後繼承其勢力和地位。雖然擁有讀心能力，但能力僅限於自己所觸摸的對象，因此不如露比莉亞。後脅持「水震的勇者」菲利德的父母作為人質，強逼他與自己一同作反。曾一度攻入王宮卻無法俘虜第一王妃和露比莉亞，其後反被露比莉亞所算計，失去了「水震的勇者」菲利德和「岩鐵的勇者」卡斯凱德後被捕。

### 吉力卡帝國
下任皇帝（聲：咲野俊介）
吉力卡帝國下任皇帝，是迪崙貝爾特王國的公主迪亞娜的未婚夫。因未婚妻患上不死病而率兵攻打持有特效藥的精靈族。

#### 八英傑騎甲團
菲力普．貝魯特．羅嘉達（聲：村瀨步）
吉力卡帝國八英傑騎甲團序列第7位，稱號為「骸蟲英雄」。
曾與哥布朗交戰卻被對方擊敗。敗退後毀滅了齊格魯德的故鄉。最後在聖戰中死亡。

### 其他
艾賽巴．費羅．萊法科爾
通稱為精靈父親。精靈族族長，因女兒被哥布朗所救而對他有好感。
動畫版沒有出場，被里長（聲：咲野俊介）取代。
梅爾．費羅．萊法科爾
通稱為女兒。精靈族族長艾賽巴之女。幾乎被人類擄走時被哥布朗所救。
動畫版沒有出場，被巫女サーラ（聲：稻垣好）取代。
ルーク・イルダーナ・エドモンド
英勇詩篇《救国を担いし光の御子》主要人物。
擁有【光之神】加護，獲得称号【光劍的勇者】、【光槍的勇者】，獲得職業【勇者】、【光槍的勇者】。
廣播（聲：皆口裕子）
主角在獲得技能、加護和將要進化時的廣播音。

## 出版書籍

### 輕小說
| 卷數 | Alpha Light文庫 | Alpha Light文庫        |
| 卷數 | 發售日期        | ISBN                   |
| ---- | --------------- | ---------------------- |
| 1    | 2012年8月7日    | ISBN 978-4-434-16934-2 |
| 2    | 2012年12月13日  | ISBN 978-4-434-17360-8 |
| 3    | 2013年3月10日   | ISBN 978-4-434-17713-2 |
| 4    | 2013年12月9日   | ISBN 978-4-434-18518-2 |
| 5    | 2014年8月6日    | ISBN 978-4-434-19508-2 |
| 6    | 2015年3月7日    | ISBN 978-4-434-20318-3 |
| 7    | 2015年2月28日   | ISBN 978-4-434-21313-7 |
| 8    | 2016年8月7日    | ISBN 978-4-434-22240-5 |
| 8.5  | 2017年3月1日    | ISBN 978-4-434-23011-0 |
| 9    | 2017年8月3日    | ISBN 978-4-434-23608-2 |

#### 暗黒大陸編
| 卷數 | Alpha Light文庫 | Alpha Light文庫        |
| 卷數 | 發售日期        | ISBN                   |
| ---- | --------------- | ---------------------- |
| 1    | 2018年7月2日    | ISBN 978-4-434-24799-6 |
| 2    | 2019年5月1日    | ISBN 978-4-434-25891-6 |
| 3    | 2020年7月3日    | ISBN 978-4-434-27525-8 |
| 4    | 2024年3月18日   | ISBN 978-4-434-30333-3 |

### 漫畫
| 卷數 | Alpha Light文庫 | Alpha Light文庫        |
| 卷數 | 發售日期        | ISBN                   |
| ---- | --------------- | ---------------------- |
| 1    | 2015年2月28日   | ISBN 978-4-434-20188-2 |
| 2    | 2015年12月31日  | ISBN 978-4-434-21293-2 |
| 3    | 2017年3月1日    | ISBN 978-4-434-23001-1 |
| 4    | 2018年2月28日   | ISBN 978-4-434-24185-7 |
| 5    | 2019年1月31日   | ISBN 978-4-434-25447-5 |
| 6    | 2019年11月30日  | ISBN 978-4-434-26639-3 |
| 7    | 2020年10月31日  | ISBN 978-4-434-27630-9 |
| 8    | 2021年9月30日   | ISBN 978-4-434-29406-8 |
| 9    | 2022年9月30日   | ISBN 978-4-434-30882-6 |
| 10   | 2023年9月30日   | ISBN 978-4-434-32663-9 |

## 電視動畫

### 主題曲
片頭曲「Into the Fire」
主唱：CHANSUNG(2PM)黃燦盛 & AK-69 feat.CHANGMIN(2AM)李昶旻，作詞：AK-69，作曲：ROCK★PANDA & AK-69，編曲：ROCK★PANDA
片尾曲
主唱：EverdreaM，作词：一二三，作曲：ROCK★PANDA

### 各話列表
| 話數 | 日文標題 | 中文標題 | 劇本     | 分鏡     | 演出                           | 作畫監督 | 總作畫監督                                | 首播日期      |
| ---- | -------- | -------- | -------- | -------- | ------------------------------ | --- | ----------------------------------------- | ------------- |
| 1    |          | 重生     | 山口宏   | 稻垣隆行 | 小林美月                       | 松竹德幸、森本浩文、吉田和香子、 日下岳史、吉田翔太、永田诗央里、和田伸一                                               | 松竹德幸、森本浩文                        | 2024年 4月1日 |
| 2    |          | 赤熊     | 山口宏   | 大槻敦史 | 吉田俊司                       | 松竹德幸、菅原美由紀、上西麻耶、 久保美月、澤村亨、田中綾子、 、小澤和則（特效）                                        | 松竹德幸、日向正樹                        | 4月8日        |
| 3    |          | 重新利用 | 橋本太知 | 小寺勝幸 | 藪內悠、 前嶋宏史、 鈴木香代子 | 吳曉菜、小澤和則（特效）                                                                                                | 日下岳史、森本浩文、 日向正樹、菅原美由紀 | 4月15日       |
| 4    |          | 拒絕     | 山口宏   | 福島宏之 | 奧野浩行                       | 古池由香里、森悅史、飯飼一幸、 藤田正幸、荒井美穗、永田詩央里、黃華                                                     | 森本浩文                                  | 4月22日       |
| 5    |          | 準備就緒 | 山口宏   | 稻垣隆行 | 小林美月                       | 松竹德幸、森本浩文、吉田和香子、 日下岳史、吉田翔太、永田詩央里、和田伸一                                               | 松竹德幸、森本浩文                        | 4月29日       |
| 6    |          | 補救     | 山口宏   | 福島宏之 | 吉田俊司                       | 菅原美由紀、古池由香里、飯飼一幸、 田中綾子、本田創一、新田隼人、 無錫市櫻花卡通有限會社、小澤和則（特效）              | 日向正樹、日下岳史                        | 5月6日        |
| 7    |          | 抵抗     | 山口宏   | 福島宏之 | 吉本毅                         | 森本浩文、上西麻耶、 澤村亨、柳瀨讓二、永田詩央里、 田中綾子、杉本梨渚、STUDIO CL                                       | 森本浩文                                  | 5月13日       |
| 8    |          | 重新組織 | 橋本太知 | 鈴木行   | 霜鳥孝介                       | 松竹德幸、柳瀨讓二、吉田和香子、 本田創一、菅原美由紀、嘉村弘之                                                         | 松竹德幸、日向正樹                        | 5月20日       |
| 9    |          | 躁動     | 山口宏   | 小寺勝之 | 安藤貴史、 奧野浩行            | 吳曉菜 | 菅原美由紀、 日向正樹、日下岳史           | 5月27日       |
| 10   |          | 輝煌     | 橋本太知 | 大槻敦史 | 吉田俊司                       | 上西麻耶、田中綾子、 松本文男、澤村亨、ENGI                                                                             | 森本浩文                                  | 6月3日        |
| 11   |          | 重賽     | 山口宏   | 福島宏之 | 田中貴大                       | 永田詩央里、菅原美由紀、、 本田創一、飯飼一幸、松竹德幸、 月靈、朱至峰、ENGI、陳潔瓊、 徐闖、劉定福、孫振興、關鵬、韓強 | 松竹德幸、日向正樹                        | 6月10日       |
| 12   |          | 重新開始 | 山口宏   | 稻垣隆行 | 久保太郎                       | 松竹德幸、日下岳史、吉田和香子、 田中绫子、冈田雅人、嘉村弘之、 泽村亨、武藤健、永田诗央里、 Triple A、ENGI、月灵       | 森本浩文、日向正树、 菅原美由纪、松竹德幸 | 6月17日       |

### BD
| 卷數 | 發售日期      | 收錄話數        | 規格編號   |
| ---- | ------------- | --------------- | ---------- |
| 1    | 2024年6月19日 | 第1話 - 第3話   | PCXP.51121 |
| 2    | 2024年7月24日 | 第4話 - 第6話   | PCXP.51122 |
| 3    | 2024年8月28日 | 第7話 - 第9話   | PCXP.51123 |
| 4    | 2024年9月25日 | 第10話 - 第12話 | PCXP.51124 |

## 衍生作品
- 本作衍生作品即時对战角色扮演游戏《Re:Monster～哥布林轉生記～》[14]于2016年2月开服，并于2021年9月9日14:00关服。

## 外部連結
小说
- 日文線上小說（成為小說家吧）（日語）
- 外传日文線上小說（成為小說家吧）（日語）

漫画
- Alpha Light文庫 （页面存档备份，存于）（日語）

动画
- 动画官方 （页面存档备份，存于）（日語）